# Felice Felicioni
Felice Felicioni (Tuoro sul Trasimeno, 22 marzo 1898 – Perugia, 1982) è stato un politico italiano.

## Biografia
Conseguita la laurea in giurisprudenza inizia ad esercitare la professione di avvocato. Nel 1921 è tra i fondatori del Fascio di Perugia, viene nominato in seguito vice-segretario dei sindacati economici perugini e direttore della federazione provinciale. Dopo la vittoria dei fascisti alle elezioni amministrative del 1923 (dove conquistano 43 comuni su 96) viene nominato presidente della Deputazione provinciale, mantenendo la carica solo per un anno.
Nel 1924 si candida infatti deputato nella lista nazionale fascista, carica che mantiene fino al 1929, e fino al 1943 nella Camera dei fasci e delle corporazioni. 
Viene nominato in seguito membro della Commissione nazionale per la cooperazione intellettuale e della corporazione della carta e della stampa. Intanto i rapporti nella locale sezione del PNF si modificano a seguito di un conflitto tra Felicioni ed Elia Rossi Passavanti. Quest'ultimo accusa il primo di approfittare della propria carica per tutelare i propri interessi personali. Mentre Passavanti viene ostracizzato i buoni uffici di Roberto Farinacci consentono a Felicioni di mantenere il seggio parlamentare e di essere nominato commissario della Società Dante Alighieri, di cui diventa presidente.